# Parafia Najświętszego Serca Pana Jezusa w Nienadowej Górnej
Parafia Najświętszego Serca Pana Jezusa w Nienadowej Górnej – parafia rzymskokatolicka znajdująca się w archidiecezji przemyskiej, w dekanacie Dubiecko. 

## Historia
W 1906 roku w Nienadowej przy ochronce sióstr Franciszkanek Rodziny Maryi, powstała kaplica pw. Niepokalanego Poczęcia Najświętszej Maryi Panny. W 1946 roku kaplicę rozbudowano i poświęcono. 7 maja 1957 roku dekretem bpa Franciszka Bardy, została erygowana ekspozytura, z wydzielonego terytorium parafii Dubiecko.
Na terenie parafii jest 980 wiernych (w tym: Nienadowa Górna – 555, Hucisko Nienadowskie – 408, Śliwnica (Zarąbki) – 53).
Proboszczowie parafii:
1957–1966. ks. Mieczysław Drapała (ekspozyt).
1966–1977. ks. Stanisław Rębisz (ekspozyt).
1977–1984. ks. Stanisław Kopiec.
1984–1993. ks. Józef Futoma.
1993–1995. ks. Ryszard Panek.
1995– nadal ks. Janusz Nosal.